# Nowa Synagoga w Segedynie
Treść tego artykułu może nie być zgodna z zasadami neutralnego punktu widzenia.
Dokładniejsze informacje o tym, co należy poprawić, być może znajdują się w dyskusji tego artykułu.
 Po wyeliminowaniu niedoskonałości należy usunąć szablon [[Szablon:Dopracować|]] z tego artykułu.
Nowa Synagoga (węg. Új zsinagóga) – synagoga znajdująca się w Segedynie na Węgrzech. Jest jedną z największych i uważana za jedną z najpiękniejszych węgierskich synagog.

## Przesłanki
Po wyzwoleniu Segedynu spod jarzma tureckiego, miasto zupełnie opustoszało. Jego zaludnianie rozpoczęła ludność serbska, niemiecka oraz żydowska. Ludność żydowska w 1786 roku otrzymała zezwolenie od Rady Regencyjnej na osiedlenie się w tym wolnym mieście królewskim. Swoją gminę wyznaniową w Segedynie założyli w roku 1791. Swoją pierwszą synagogę zbudowali w latach 1800–1803.
W latach 1840–1843 na jej miejscu przy ulicy Hajnóczy zbudowano małą tzw. starą synagogę, w surowym stylu neoklasycystycznym, bardzo oszczędnie zdobioną na zewnątrz. Jest ona dziełem Henrika Lipovszkyego i Józsefa Lipovszkyego.

## Historia
Pod koniec XIX wieku gmina żydowska podjęła decyzję o rozpoczęciu prac projektowych nad budynkiem nowej synagogi. Pozwolenie na budowę uzyskano w 1900 roku. Nowa Synagoga Segedyńska zbudowana została w latach 1900–1902. Jest jedną z największych synagog na Węgrzech. Budynek ma wymiary: długość 48 m, szerokość 35 m, wysokość 48,6 m, wysokość wnętrza: 32 m. Wewnętrzna konstrukcja szkieletu w całości została wykonana z żelaza. W zaprojektowaniu stylu synagogi, olbrzymią rolę odegrał nadrabin Immánuel Löw (1854-1944). Projektantem był Lipót Baumhorn.
Wykonawcami byli János Szilágyi, Ede Schaar oraz Vilmos Stark. Duża wolna parcela umożliwiła projektantom postawienie synagogi o symetrycznym kształcie, a jej centralne położenie i perspektywiczne odniesienie wywiera ogromny wpływ na przybysza. Prawie wszystkie możliwe style zostały wykorzystane przy budowie synagogi, której styl dzięki temu jest w pełni eklektyczny, wyrażając jak gdyby zdolności asymilacyjne żydostwa.
Umieszczenie kopuły na narożnikach sklepieniowych wskazuje na styl bizantyjski, kolumny podtrzymujące galerię styl romański, a gwiaździste sklepienie nad organami są przykładami stylu gotyckiego. Kształt zewnętrzny kopuły ma charakter barokowy.
W ślad za twórczością Immanuela Löwa, w tej świątyni żydowskiej użyto po raz pierwszy napisy węgierskojęzyczne na łuku tryumfalnym:
- Szeresd felebarátodat, mint tenmagadat! (Kochaj bliźniego swego, jak siebie samego!) Wklinowany w ten tekst urywek hebrajski jest takiej samej treści, ale nie jest dosłownie identyczny:
- Szeresd felebarátodat, mert az is olyan, mint Te! (Kochaj bliźniego swego, bo jest On taki sam, jak Ty!)

### Wnętrze kopuły, witraże

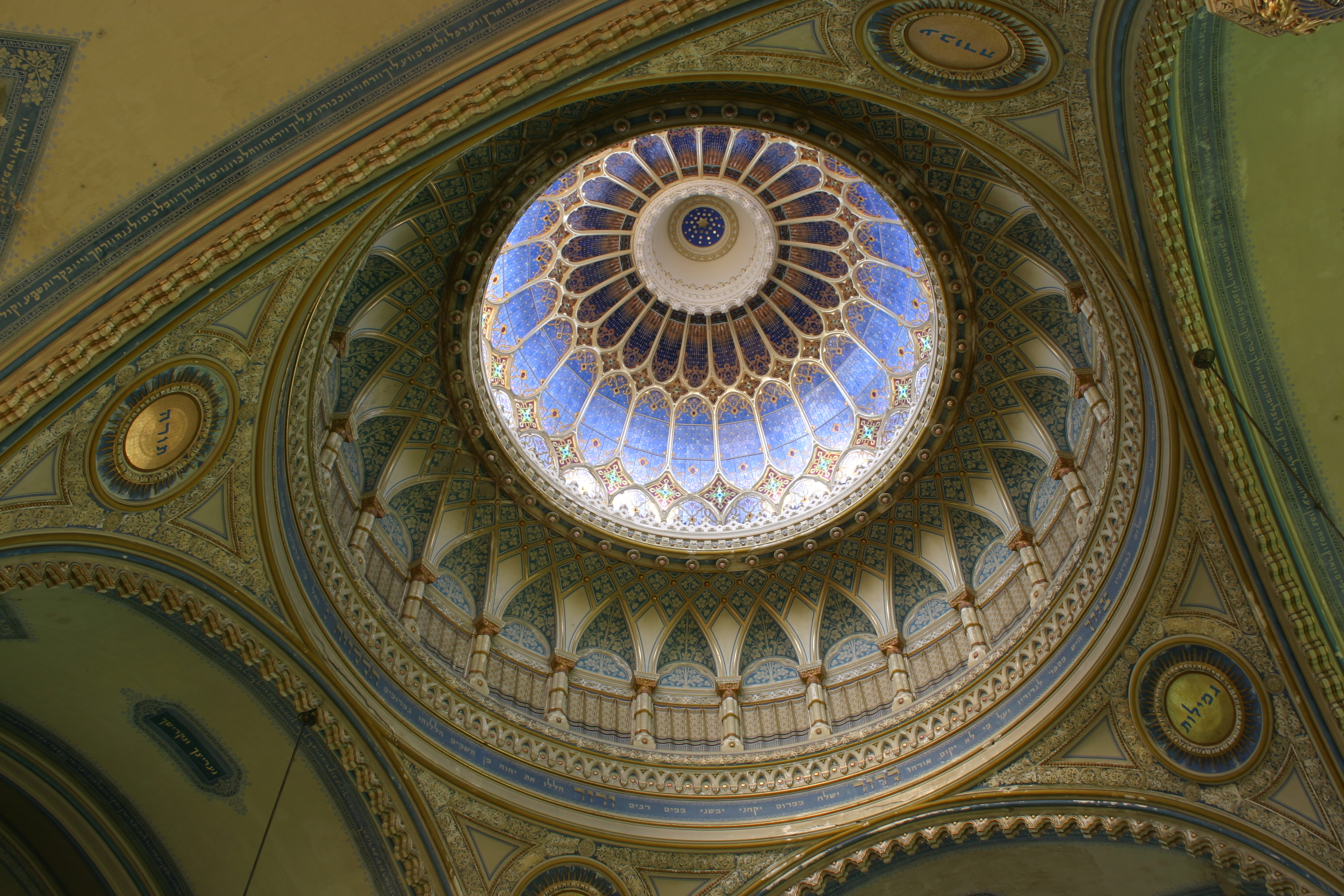
Wnętrze kopuły

Najpiękniejszą częścią synagogi jest wnętrze kopuły, która symbolizuje świat. Na cztery narożniki sklepieniowe kopuły wpisano trzy decydujące twierdzenia moralne (ale po hebrajsku wyrażone czterema słowami): Tora, praca oraz umiłowanie ludzi. Dwadzieścia cztery godziny doby symbolizowane są przez 24 filary bębna kopuły, a umieszczony nad nimi krzew polnej róży na niebieskim tle symbolizuje objawienie. Wrażenie bezgranicznej przestrzeni stwarzają ozdobione kwiatami i coraz bardziej ciemniejące linie kopuły na gwiaździsto-niebieskiej powłoce szklanej. Tymczasem sklepienie niebieskie uwieńczają promienie słoneczne rozjaśniające się wokół gwiazdy Dawida. Witraże okien kopuły i wszystkie inne kolorowe witraże świątyni wykonano w warsztacie Miksy Rótha. Na kolorowych witrażach parterowych i piętrowych okien, ukazane są najważniejsze epizody religii i historii narodu żydowskiego, oczywiście włącznie z momentem zbudowania Nowej Synagogi. Widoczny nad głównym wejściem obraz Starej Synagogi, przed którym stoi tylko przywiązana łódka, przypomina wielką powódź segedyńską (1879), a obok jest Nowa synagoga, która w roku 1902 była gotowa.

### Aron ha-kodesz

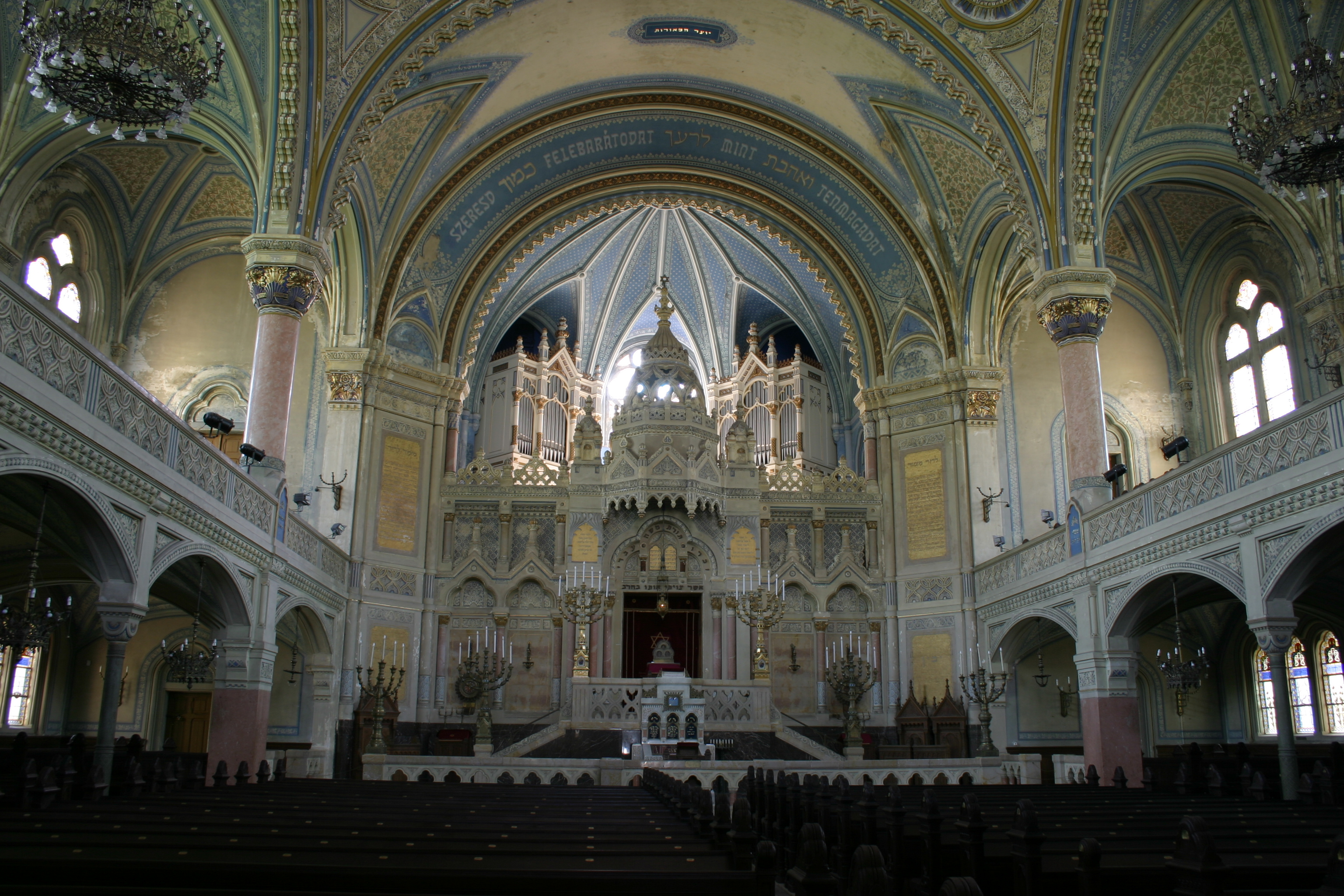
Aron ha-kodesz

Innym klejnotem świątyni jest Aron ha-kodesz, na którym czuć można wpływ drugiej świątyni jerozolimskiej, konstrukcyjnie wykazuje podział modeński. Pozłoconą biel ołtarza jeszcze lepiej podkreśla niebieski kolor chóru. Kamień węgielny marmurowego stołu czytalnika Tory, który przysłaniał opis budowy świątyni, wyciosany jest z jerozolimskiego marmuru. Niestety podczas holocaustu opis budowy zaginął. Drzwi powołującej się na przymierze między człowiekiem i Bogiem Arki Przymierza, są dokładnie takie, jak prehistorycznej Arki Przymierza i wykonano z drzewa cedrowego z Szittim znad Nilu. Ozdoby pasmowe w formie hyzopów są symbolami pokory i czystości duszy. Arkę Przymierza zakrywa przesuwna firanka. Na firance powtarzają się elementy stylowe i architektoniczne świątyni, pośrodku z dymiącym ołtarzem jerozolimskiej świątyni. W szafce Arki Przymierza znajdują się zwoje tory odziane w aksamitny przystrój, zawierające pięć ksiąg Mojżesza w języku hebrajskim. Zazwyczaj w soboty i żydowskie święta, odczytuje z nich po jednym fragmencie (sidra) Czytający Torę. Z górnej ambony przemawia do wiernych rabin, a przy ołtarzu modli się intonujący modlitwy.

### Organy i przedsionek
Powyżej Arki Przymierza widać pięknie cyzelowany Wieczny Latarnik, którego w prąd zaopatrują nowoczesne kolektory słoneczne. Wyżej znajduje się mała kopuła, uproszczona miniatura dużej kopuły świątyni.
Za nią znajdują się organy, dzieło Lipóta C. Wegensteina z Temesváru. Rekonstrukcji organów dokonała firma Pécsi Orgonaépítő Manufaktúra Kft z miasta Pécs: w roku 2001. Posiada 2317 piszczałek, 42 rejestrów, 2 manuały. Instrument służy nie tylko celom liturgicznym, albowiem synagoga dzięki doskonałej akustyce bardzo często jest miejscem koncertów. W przedsionku urządzane są także wystawy. Sumy, które wpływają z tych imprez, w całości idą na odrestaurowanie synagogi i dlatego dysponuje nimi specjalny fundusz.
Synagoga ma 1340 miejsc siedzących, 740 dla mężczyzn na parterze, a 600 na ławkach chóru dla kobiet.

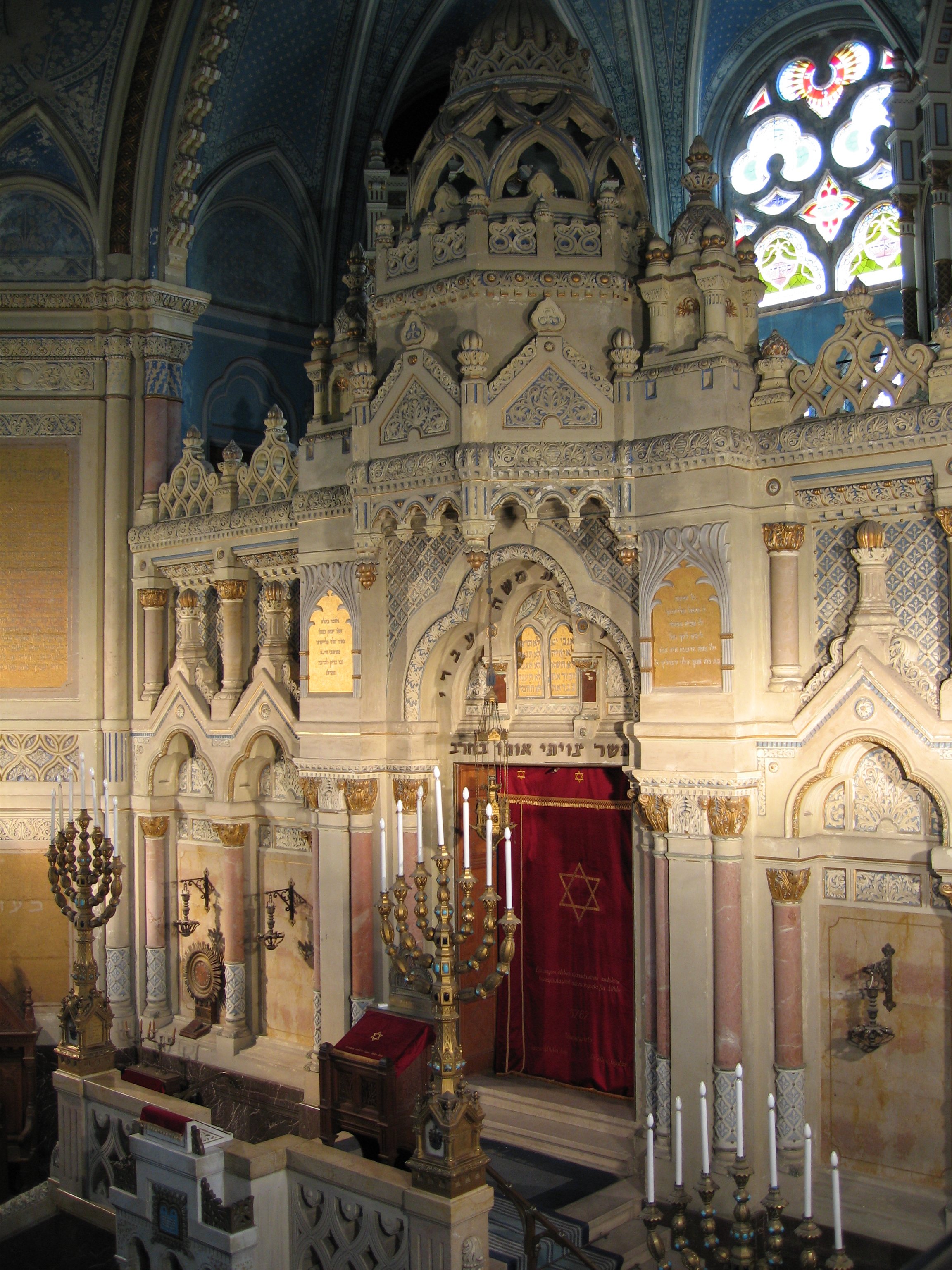
Aron ha-kodesz, wnęka zasłonięta parochetem

Synagoga segedyńska posiada potężnych wymiarów przedsionek, w którym dawniej gromadzili się weselnicy i gdzie następowało przykrywanie narzeczonej welonem przed samym ślubem. Dzisiaj jest to pomieszczenie pamiątkowe Holocaustu, przypominające męczeństwo tutejszych Żydów, którzy w latach II wojny światowej zginęli w obozach śmierci lub w obozach pracy przymusowej. W roku 1944 z Segedynu uprowadzono około 6600 obywateli węgierskich narodowości żydowskiej, spośród których powróciło zaledwie 1500 osób. Na tablicach marmurowych można przeczytać 1900 nazwisk. Inne tablice upamiętniają męczeństwo 3000 węgierskich Żydów z Wojwodiny i Żydów uprowadzonych z Kistelek. Dwie czarne trumny oddają hołd bezbronnym ofiarom: dzieciom i starcom. W roku 1944 synagoga była centrum tutejszego getta, miejscem zbiórki ruchomości uprowadzonych. Uratowanie świątyni i zebranych w nim kosztowności to zasługa przede wszystkim pierwszego rosyjskiego komendanta miasta po rozpoczęciu okupacji sowieckiej.

## Po zakończeniu wojny
Po zakończeniu II wojny światowej największy problem stanowiło zachowanie pierwotnego stanu budynku synagogi i jej wyposażenia, a razem z nią gmachu zarządu Segedyńskiej gminy żydowskiej, zbudowanego w latach 1901–1902 również na podstawie projektu Lipóta Baunhorna w stylu eklektycznym, z fragmentami mauretańskimi i secesyjnymi. W 1979 roku nastąpił mniejszy jego remont, który uniemożliwia dalsze wlatywanie gołębi i innych ptaków, oraz przecieki wskutek deszczu.
W roku 1990 powstał Fundusz Synagogi Segedyńskiej (węg. Szegedi Zsinagógáért Alapítvány), który z wpływów z imprez kulturalnych (wspomniane już koncerty organowe i wystawy) finansuje bieżące remonty.
Od czasu zakończenia II wojny światowej wprawdzie przy małym stanie liczebnym, ale bez przerwy trwa tutaj życie religijne segedyńskiej gminy żydowskiej na czele z bardzo znanymi rabinami. Jednym z nich jest na przykład Sándor Scheiber.